# Bad Schönborn
Bad Schönborn este o comună din landul Baden-Württemberg, Germania.